# Țestoasă marină

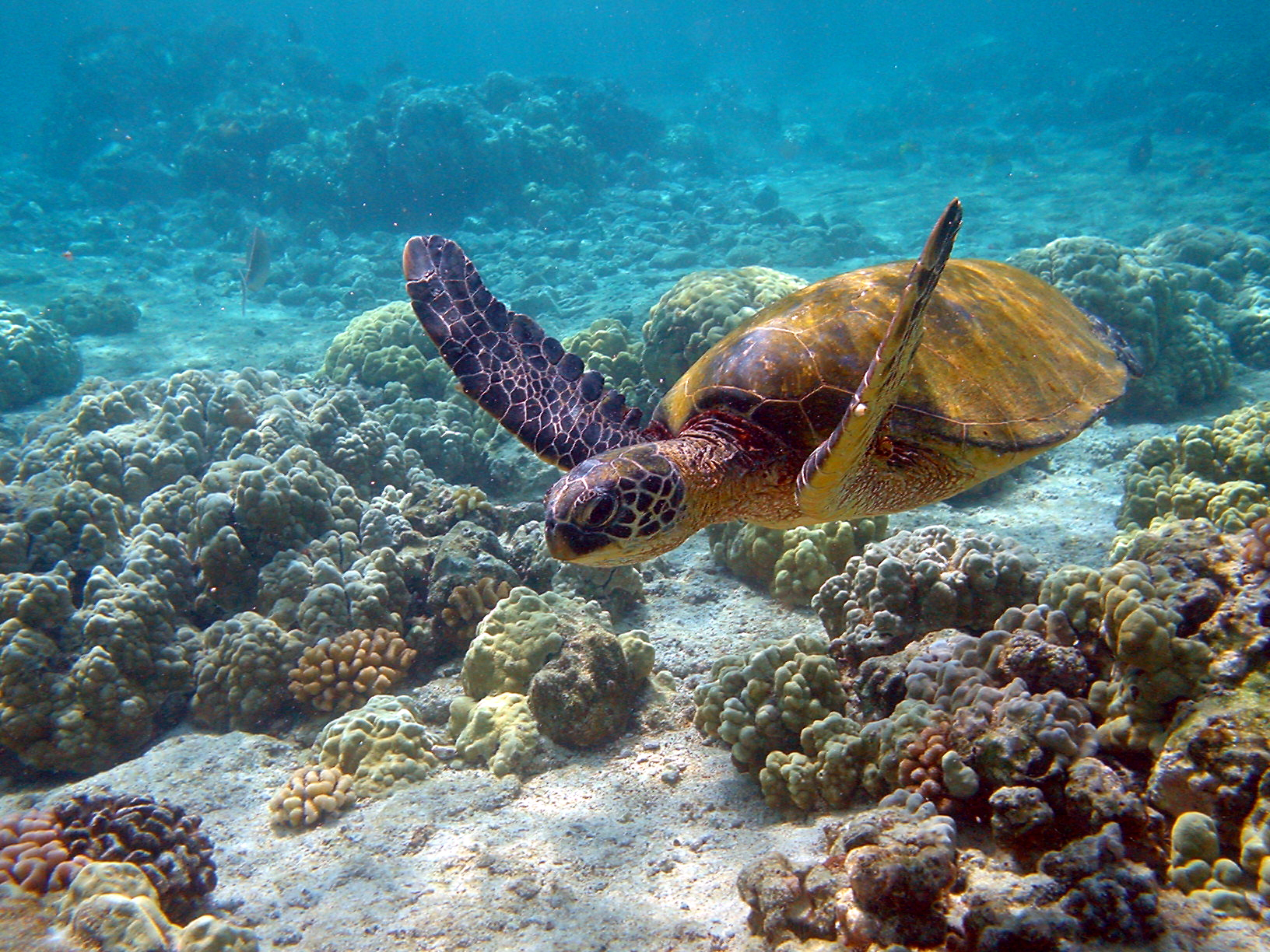
Țestoasă marină

Țestoasele marine (Chelonioidea) sunt o suprafamilie de Broaște țestoase care viețuiesc în mediul acvatic. 
Șase din cele șapte specii de țestoase marine sunt în pericol din cauza acțiunii comune de contaminare marină, exploatare excesivă, disparițiilor întâmplătoare și daunelor în zonele populate de acestea. 

## Descriere
Țestoaseeele marine sunt perfect adaptate la traiul în mare, cu extremități asemanătoare aripioarelor, carapace hidrodinamică și capacitatea de a traversa oceanul. Întorcându-se pe plajă, fac cuiburi în nisip pentru a depune multe ouă, pe care le acoperă cu nisip pentru 6 – 8 săptămâni. Există șapte specii de țestoase marine: șase care au carapacea dură din familia chelonidelor și țestoasele-lăută care fac parte din familia dermochelidelor. 
Majoritatea țestoaselor marine au o distribuție globală și în secolul XIX populația lor număra milioane. Cu toate acestea în ultimii 100 de ani oamenii le-au pus la probă. Țestoasele marine sunt capturate pentru carne, piele și carapace, mai multe se îneacă în plasele de pescuit sau rămân prinse în paragate (unealtă de pescuit, formată dintr-un șir de cârlige cu nadă), utilizate pentru ton. Zonele unde se hrănesc sunt contaminate sau distruse, li se strâng ouăle, iar locurile de perpetuare se transformă în așezări turistice, unde femelele care vin să depună ouăle sunt confuze din cauza strălucitoarelor lumini de neon, se rătăcesc în interior și mor.
Foarte puține specii de țestoase marine se dovedesc a nu fi afectate de tehnicile moderne de pescuit sau de vânătoarea ilegală. Drept rezultat, șase din specii sunt în mare pericol, doar țestoasa kikila nu este considerată a fi în pericol. Totuși, poate fi vulnerabilă din cauza redusei extinderi a migrației ei în nordul și nord-estul Australiei.

## Uriașa
Cea mai mare și cea mai specifică dintre țestoasele marine este lăuta, care are carapacea canelată asemenea unui scut și este acoperită de o piele groasă și cărnoasă. Unele exemplare au ajuns să atingă 2 metri și să cântărească mai mult de 700 de kilograme, însă giganți de acest tip nu se mai întâlnesc de mult timp, dovada clară că populația este în declin.
Țestosele-lăută se pot scufunda la aceași adâncine ca și unele balene, însă în general trăiesc în apele de suprafață. Principala lor pradă sunt meduzele, ducând la nenorocirea lor deoarece le confundă cu sticlele de plastic ce plutesc în apă. Acestea le blochează aparatul digestiv, cauzându-le moartea prin inaniție.

## Principalele obiective
Broasca țestoasă de mare caret, care își folosește gura lungă în formă de cioc pentru a se hrăni din spongi și scoici, a fost foarte căutată pentru frumoasa ei carapace. Din această cauză a fost obiect de vânătoare pentru obținerea caretului care, tăiat și curățat, se utiliza la realizarea ornamentelor și ustensilelor, de la piepteni la coliere. Plasticul a redus cererea de caret, însă continuă să fie utilizat la realizarea obiectelor de lux, chiar dacă sunt ilegale. 
Țestoasa verde este cea mai vegetariană din grup și mestecă zgomotos plante marine și frunze ciopârțite sau altă vegetație de coastă. De asemenea este cea mai exploatată, carnea ei fiind utilizată pentru a prepara supa de țestoasă și ouăle ei se mănâncă ca delicatesă, atât de către populația locală, cât și în restaurantele din întreaga lume. Și alte țestoase suferă acest comerț în diverse grade, chiar dacă carnea de țestoasă bătrână nu este comestibilă.
Cele mai mici dintre țestoasele marine sunt cea de golf și cea aurie. Spre deosebire de celelalte specii, acestea se reunesc pentru a depune ouăle; în unele ocazii se grupează câte 150000 de femele de țestoase de golf. Reuniunile, denumite și sosiri, sau trasnsformat în populare atracții turistice. Acest ecoturism are tabere pro și contra, pe o parte este trezit interesul pentru conservarea țestoaselor, iar pe de altă parte prezența umană le poate dezorienta.

## Protecția internațională
Toate broaștele țestoase marine sunt în prezent protejate prin norme de lege și naționale și de asemenea prin legislația internațională, inclusiv restricțiile vizavi de comerțul cu țestoase și produsele lor. Cu toate acestea, piața ilegală continuă să fie o amenințare și evidenta lipsă de coordonare internațională pune în dificultate acțiuniile de conservare. Țestoasele marine sunt vânate și masacrate liber în multe zone ale lumii, viitorul lor fiind din această cauză incert.